# Беленихинское сельское поселение (Белгородская область)
Белени́хинское се́льское поселе́ние — муниципальное образование в составе Прохоровского района Белгородской области России. На территории сельского поселения находятся 8 населенных пунктов: сёла- Ивановка, Беленихино, Лески, тетеревиной, хутора - Калинин, Виноградовка, Ясная Поляна, Озеровский.
Административный центр — село Беленихино. Территория сельского поселения составляет порядка 8883,7 га, 6657 га - под нужды сельского хозяйства, 859,9 га- населенные пункты, 1200 га - лесной фонд. 

## История
Беленихинское сельское поселение образовано 20 декабря 2004 года в соответствии с Законом Белгородской области № 159.
Свою историю Беленихинский район берет еще с 1935 года, когда он был выделен из Прохоровского района. На тот момент площадь, занимаемая новым образованием составляла всего 480 кв. км, с почти 25 000 населения (порядка 95% русских и 5% украинцев).  В районе было 52 населенных пункта, 12 сельсоветов. Изначально центром района планировали сделать село Шахов, но из-за близости к железной дороге и удобства расположения выбрали Беленихино. В районе располагалась Машино-тракторная станция (МТС), кустарный кирпичный завод (до 500тыс шт в год).
По данным документов, Беленихинский район на 1 января 1959 года состоял из 8 сельских Советов, 48 населенных пунктов (сёл, хуторов и деревень). 1 апреля 1959 года Беленихинский район был упразднен Указом Президиума Верховного Совета РСФСР, колхозы перешли к Прохоровском району, согласно территориальному признаку деления.

## Население
| 2010  | 2011  | 2012  | 2013  | 2014  | 2015  | 2016  | 2017  | 2018  |
| ----- | ----- | ----- | ----- | ----- | ----- | ----- | ----- | ----- |
| 2032  | ↘2016 | ↘1972 | ↘1952 | ↘1903 | ↘1875 | ↘1861 | ↘1837 | ↘1832 |
| 2019  | 2020  | 2021  |       |       |       |       |       |       |
| ↘1796 | ↗1813 | ↘1806 |       |       |       |       |       |       |

## Состав сельского поселения
| № | Населённый пункт | Тип населённого пункта       | Население |
| - | ---------------- | ---------------------------- | --------- |
| 1 | Беленихино       | село, административный центр | ↘1183     |
| 2 | Виноградовка     | хутор                        | ↘20       |
| 3 | Ивановка         | село                         | ↗144      |
| 4 | Калинин          | хутор                        | ↘86       |
| 5 | Лески            | село                         | ↘164      |
| 6 | Озеровский       | хутор                        | #Н/Д      |
| 7 | Тетеревино       | село                         | ↘328      |
| 8 | Ясная Поляна     | хутор                        | ↘37       |

## Известные уроженцы
- Селюков, Афанасий Иванович (1899—1974) — советский военачальник, полковник. Родился в селе Лески.